# Sassarais
Le sassarais, aussi appelé sassarien ou sassarese (autonyme : sassaresu ; en italien : sassarese) est une langue d'origine toscane parlée dans une partie limitée, mais très peuplée, de la Sardaigne nord-occidentale. Il appartient avec le gallurais (gallurien, gallurese) au groupe des langues corso-sardes.
Il est, à ce jour, parlé à Sassari, Porto Torres, Sorso et Stintino ; à Castelsardo, Tergu et Sedini dans sa varieté castellanese.

## Historique
On peut voir ses origines au début de l'instauration de la République de Sassari (1200). Le sarde commun parlé dans le Turritano commence à être remplacé pour des raisons mercantiles, afin qu'il soit compris des sardes, corses, des génois, des pisans, après catalans et espagnols. En 1316 les documents officiels sont rédigés en latin et en sarde logoudorien (les langues officielles de l'île), mais déjà alors la population urbaine parlait principalement un dialecte de type toscan, fortement influencé du pisan, du génois et du corse.

## Caractéristiques
La langue sassaraise naît de la rencontre de ce diasystème avec le sarde logoudorien. La langue sassaraise fait tampon entre le groupe linguistique gallurais/corse, plus homogène, mais moins sarde. Il est extrêmement difficile d'assigner le sassarais à un des deux groupes linguistiques, c'est un dialecte de transition. Il pourrait devenir, mais pas sans difficulté, un dialecte de la langue sarde, ce qui pourrait constituer un nouveau groupe linguistique, semblable au toscan, composé du sassarais, du gallurais et du corse.

## Cartes

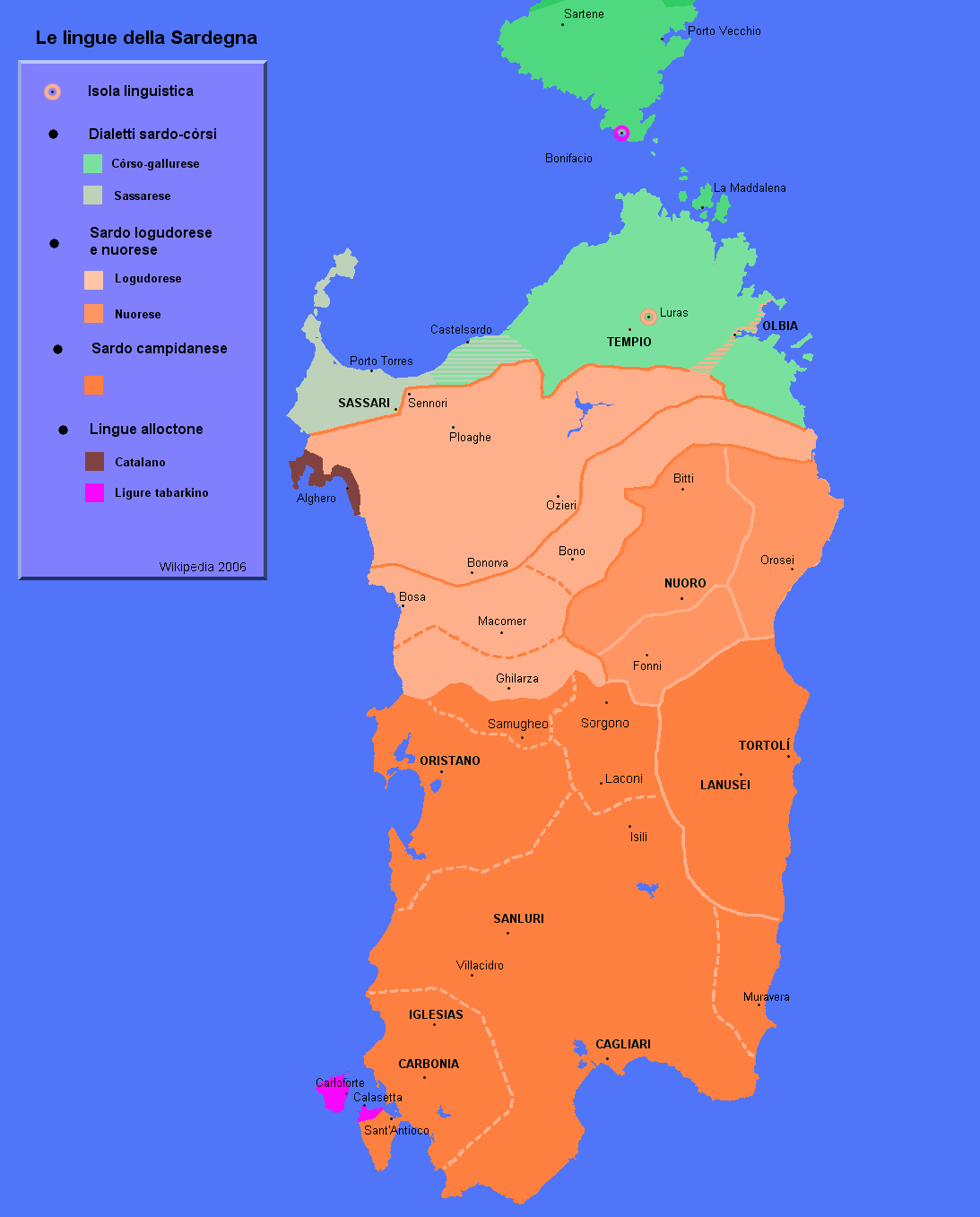
(it) Le sassarese à l'égard des dialectes sardes
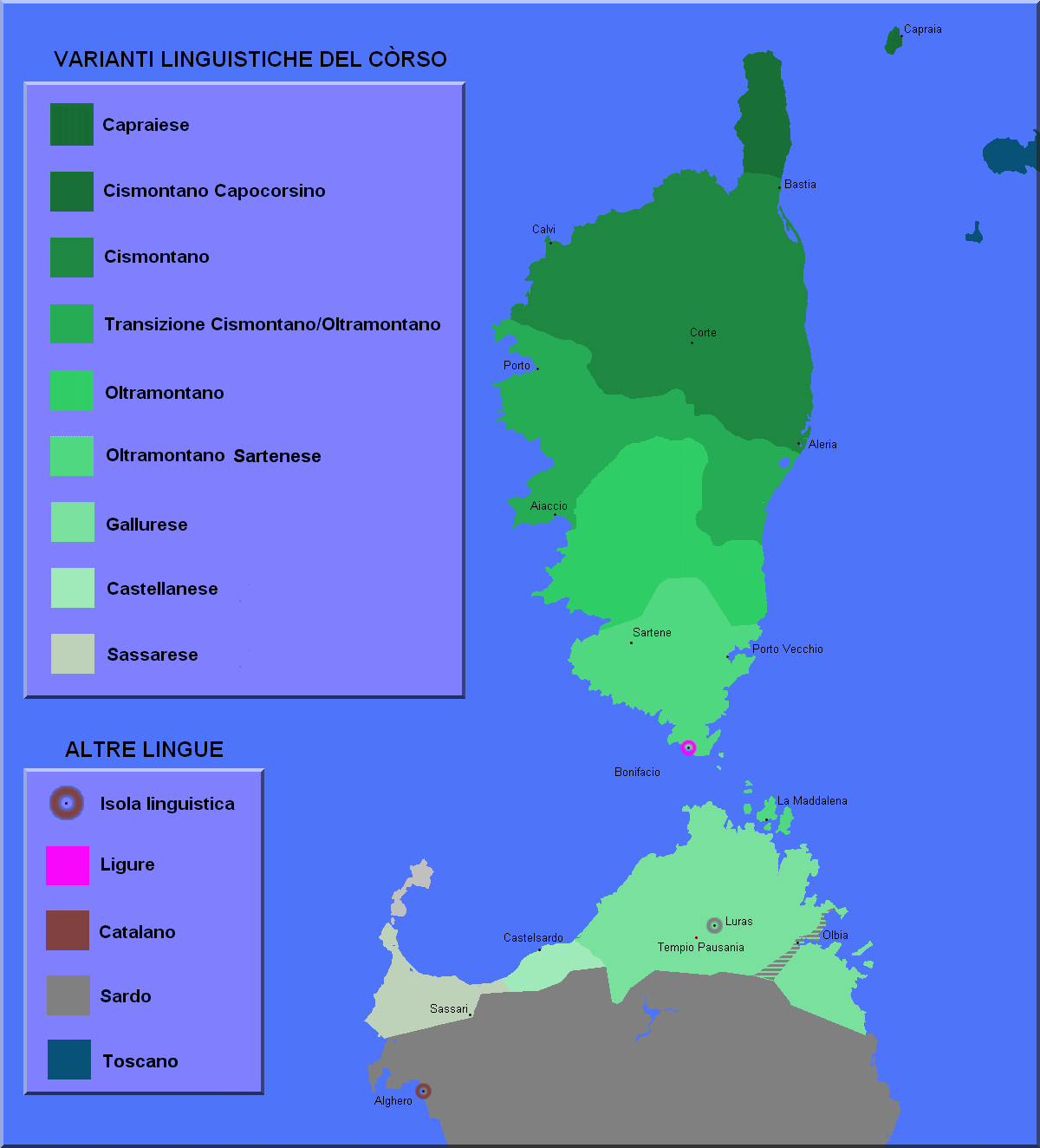
(it) Le sassarese à l'égard des dialectes corses
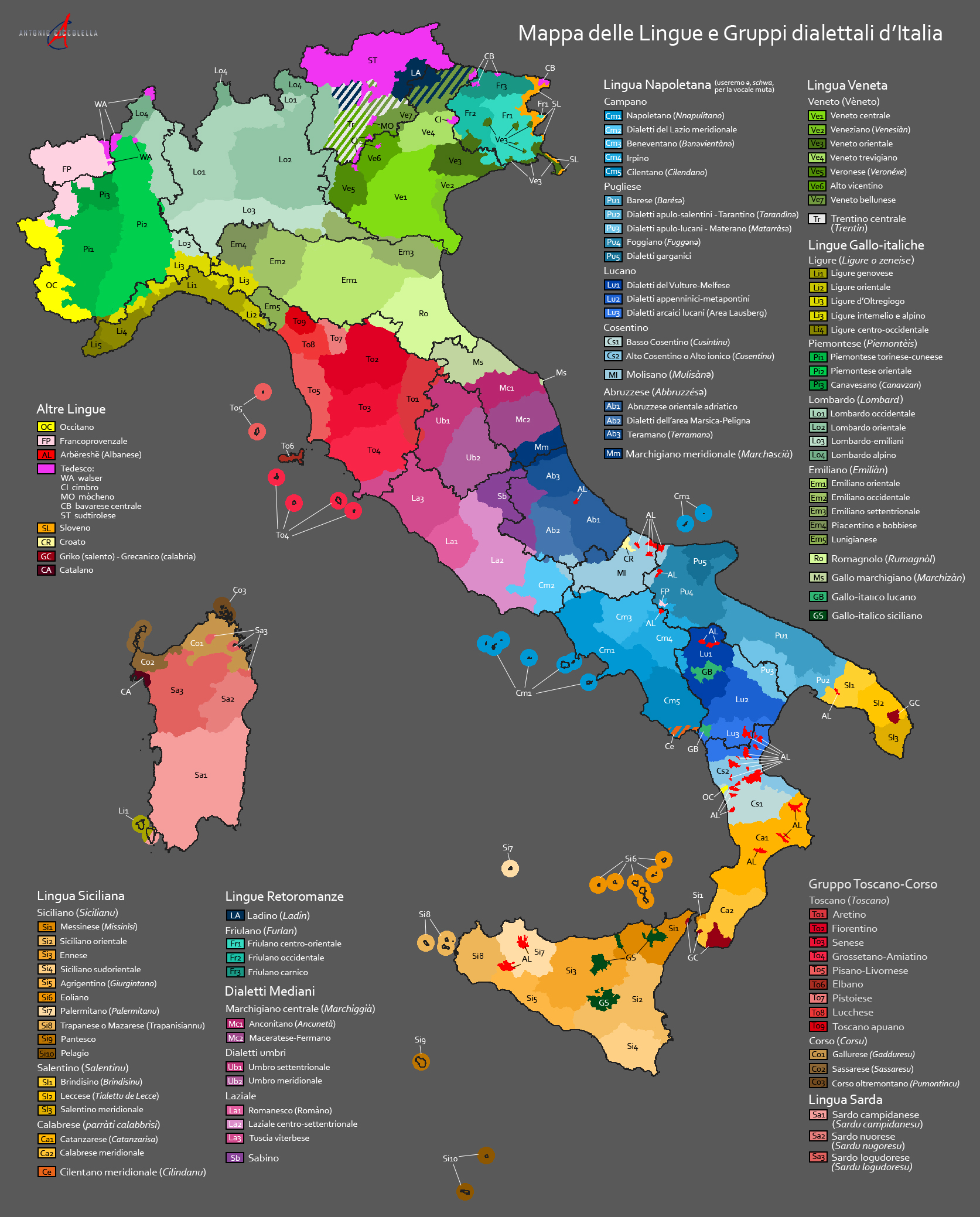
(it) Les autres langues de l'Italie
Les autres langues romanes